# Roman Cieślewicz

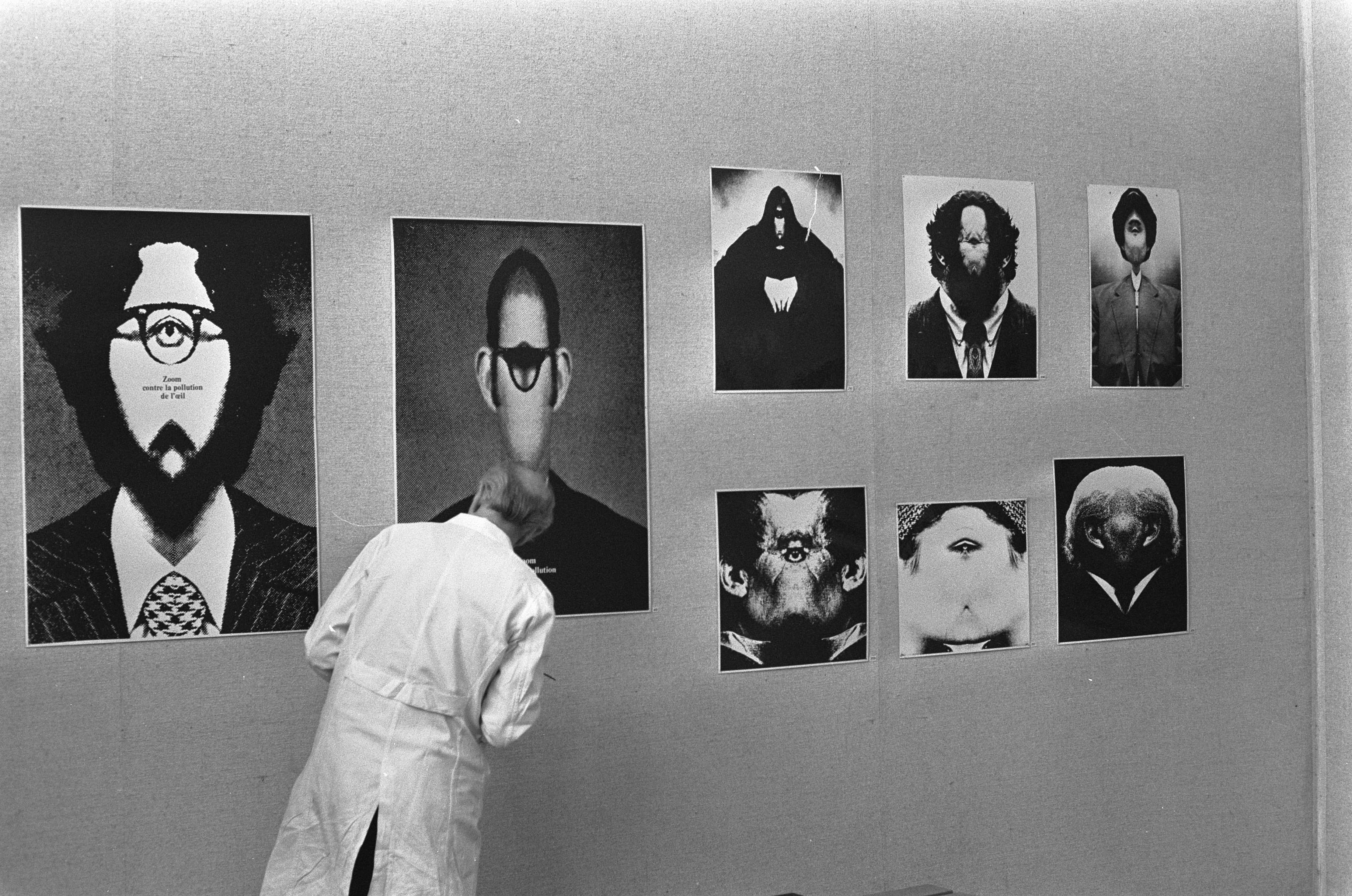
Prace Cieślewicza w Stedelijk Museum (1973)

Roman Cieślewicz (ur. 13 stycznia 1930 we Lwowie, zm. 21 stycznia 1996 w Antony) – polski artysta grafik, czołowy przedstawiciel polskiej szkoły plakatu.

## Życiorys
W latach 1943–1946 uczęszczał do Szkoły Przemysłu Artystycznego we Lwowie. Po wojnie uczył się w Liceum Sztuk Plastycznych w Krakowie, które ukończył w 1949, następnie studiował na wydziale plakatu krakowskiej ASP. Po dyplomie (1955) przeniósł się do Warszawy. W latach 1959–1962 był dyrektorem artystycznym miesięcznika „Ty i Ja”. Od 1963 przebywał za granicą: w RFN, Włoszech, Francji. W 1971 otrzymał obywatelstwo francuskie.
Zdobył Grand Prix de l'Humour Noir Grandville 1980.
Był szefem artystycznym tygodnika „Elle”, współpracował z magazynem „Vogue” i założoną przez Rolanda Topora grupą Panique. Na początku lat 80. zaprojektował dekorację gmachu francuskiego parlamentu dla uczczenia Rewolucji Francuskiej oraz udekorował paryski ratusz z okazji 100. rocznicy urodzin de Gaulle'a. Po śmierci żony (Alina Szapocznikow, rzeźbiarka, zm. w 1973) odniósł największe sukcesy – projekty katalogów i plakaty do prestiżowych wystaw w Centrum Pompidou (m.in. Paryż-Berlin, Paryż-Moskwa). W 1994 po raz ostatni przyjechał do kraju z okazji wystawy jego twórczości w warszawskiej Zachęcie.
Miał ponad sto wystaw indywidualnych grafiki, fotomontażu, plakatu, fotografii. Brał udział w wielu prezentacjach sztuki plakatu na całym świecie.
Muzea, w których eksponowane były jego plakaty: Muzeum Narodowe w Warszawie, Muzeum Narodowe w Krakowie, Muzeum Narodowe w Poznaniu, Muzeum Narodowe we Wrocławiu, Muzeum Sztuki w Łodzi, Muzeum Plakatu w Wilanowie, Deutsches Plakat Museum w Museum Folkwang w Essen, Muzeum Plakatu w Lahti, Muzeum Plakatu w Paryżu, Muzeum Plakatu w Kolorado, Muzeum Plakatu w Bayreuth, Museum of Modern Art w Nowym Jorku, Centre Georges Pompidou w Paryżu, Musée d'Arts Décoratifs w Paryżu, Stedelijk Museum w Amsterdamie, Library of Congress w USA, Fagersta Stadsbibliotek w Sztokholmie oraz liczne kolekcje prywatne.